# Bamberské knížecí biskupství
Bamberské knížecí biskupství (německy Hochstift Bamberg) byl církevní stát ve Svaté říši římské, který byl vytvořen roku 1245 z Bamberské diecéze. Diecéze vznikla v roce 1007. Od roku 1245 vládli bamberští biskupové vlastnímu panství jako knížecímu biskupství s říšskou bezprostředností. Na začátku 16. století bylo zahrnuto do Franckého říšského kraje. Vláda knížecích biskupů trvala až do roku 1802, kdy bylo celé církevní území věnováno Bavorskému kurfiřtství, čímž bylo knížecí biskupství zrušeno.

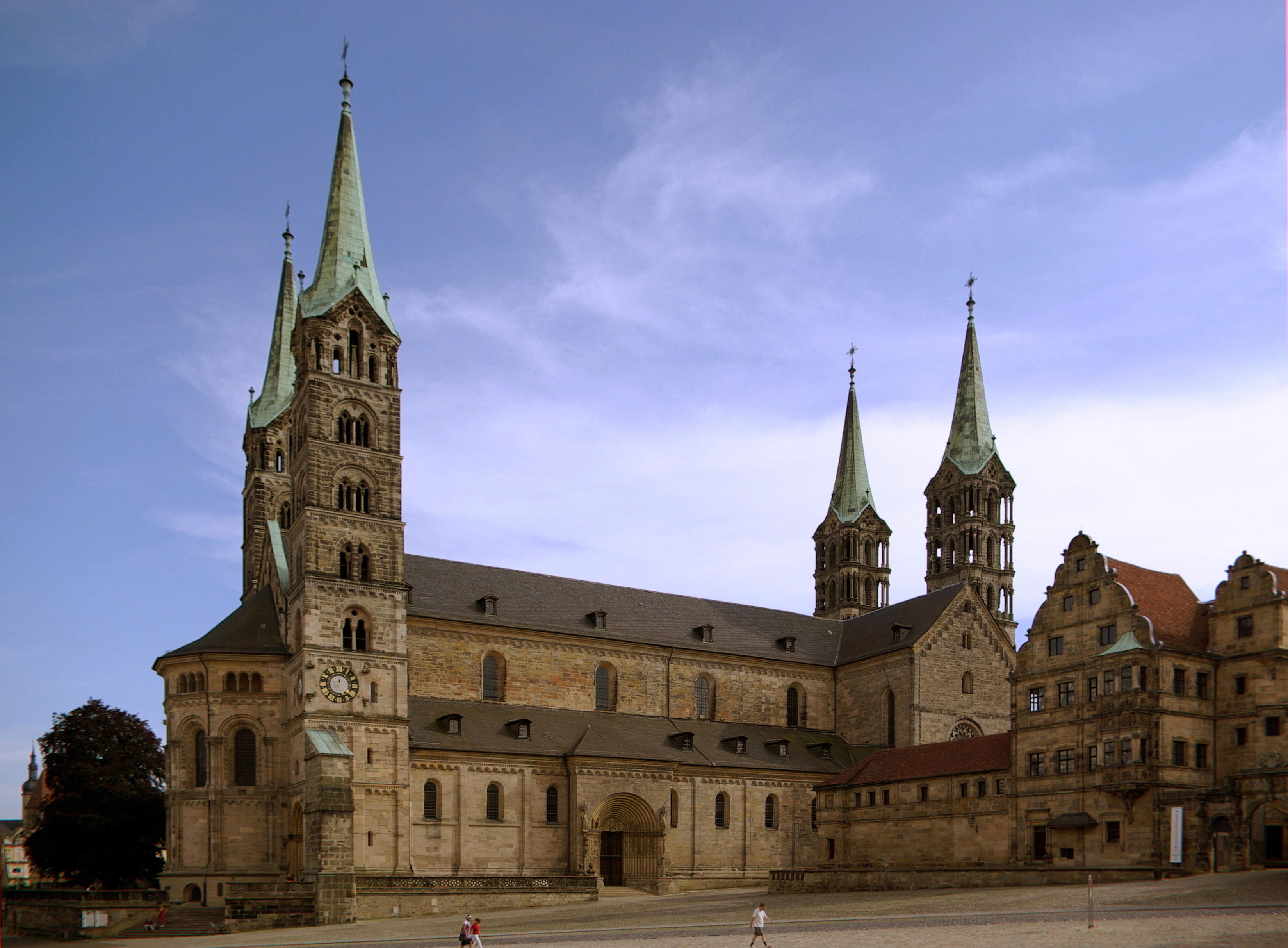
Katedrála v Bamberku

Sousedilo s Würzburským knížecím biskupstvím na západě, s Braniborsko-ansbašským markrabstvím a svobodným říšským městem Norimberk na jihu, s Braniborsko-baroutským markrabstvím na východě a Sasko-koburským vévodstvím na severu.